# Håkan Ekman
Håkan Pedersson Ekman (stavade själv namnet Eekman), född troligen på 1650-talet, död 5 december 1719, var justitieborgmästare i Göteborg, riksdagsman och psalmdiktare. 

Håkan Ekman var son till gårdsfogden och rusthållaren Peder Håkansson i Ekered, Dalstorps socken. Sedan hans far avlidit blev han 1668 elev vid Göteborgs gymnasium och senare samma år student vid Lunds universitet. Det är okänt vad Ekman sysslade med efter sina studier i Lund, 1685 blev han rådman i Göteborg och var 1686 stadens riksdagsman för borgarståndet och som sådan ledamot av sekreta utskottet. Han blev 1696 vald till stadssekreterare i Göteborg men valet kasserades. 1703-1716 var han dock stadssekreterare och från 1716 syndikus. Han utsågs tre månader före sin död till justitieborgmästare.
Han skrev texten till en psalm som byggde på att de 10 begynnelsebokstäverna i hans namn inledde varje vers, ett så kallat akrostikon. 
Hwarmed skall jag dig lova..?

Åhrligen... 

Kan jag ock...

Anamma mina böner 

När jag nu...

En trogen vård
och vidare tills hela hans namn H Å K A N E K M A N bildats.
Denna psalm, som var införd som nr 358 i Jesper Svedbergs psalmbok (1695 års psalmbok), omarbetades hårdhänt av Johan Olof Wallin till 1819 års psalmbok.  Akronymet borttogs då stavningen moderniserades och antalet verser krymptes från tio till åtta. I den nya formen fick psalmen nr 428 med titelraden Varmed skall jag dig lova. I den senaste Den svenska psalmboken 1986 finns Ekmans psalm inte med.